# Кирилюк Федір Михайлович
Фе́дір Миха́йлович Кирилю́к (нар. 9 вересня 1944 року, с. Саражинці) — філософ, доктор філософських наук (1992), професор (1994) філософського факультету Київського національного університету імені Тараса Шевченка, заслужений діяч науки і техніки України (2004).

## Біографічні дані
Народився 9 вересня 1944 року в селі Саражинці Погребищенського району Вінницької області.
У 1971 році закінчив Київський державний університет імені Тараса Шевченка, де й працював до 2024 року, з 1991 по 2005 рік завідувачем кафедри політології. 
Водночас з 2005 по 2007 — директор Інституту соціальних наук Міжрегіональної академії управління персоналом. З 2007 по 2008 — ректор Інституту сучасних знань.

## Наукова робота
Наукові дослідження: історія та теорія політичних наук, політичні інститути і процеси, теорія і практика «неопатрімоніальних суспільств».
Автор понад 150 наукових та науково-методичних праць, зокрема 8 монографій, 5 підручників, 11 навчальних посібників, 10 навчально-методичних розробок тощо.
Під його керівництвом захищено 43 кандидатських й 5 докторських дисертацій.

### Основні праці
За ЕСУ:
- Українська політологія: витоки та еволюція: навч. посіб. — 1995;
- Стародавня політологія: навч. посіб. — 2000;
- Політологія Ренесансу: навч. посіб. — 2000;
- Політологія: підруч. — 2004;
- Новітня політологія. — 2003;
- Філософія політичної ідеології. — 2009 (усі — Київ)[1].